# Бич-Лубенский, Иван Михайлович
Иван Михайлович Бич-Лубенский (30 марта 1867, Харьков —1920, усадьба Багреевка, пригород Ялты) — русский общественный и религиозный деятель.

## Биография
Происходил из дворянского рода Слободской Украины. Окончил Петербургский кадетский корпус. Произвёл раскопки урочища Могильник близ своего наследственного имения в селе Курулька Изюмского уезда Харьковской губернии (1891), подпоручик, вышел отставку (1893), служащий в канцелярии Харьковского гражданского губернатора.
В 1906 году экстерном сдал экзамены на юридическом факультете Императорского Харьковского университета.
Почётный мировой судья, председатель уездного съезда мировых судей, член «Союза русского народа», гласный Харьковской городской думы (1906), член комиссий: ревизионной, финансовой, юридической, трамвайной, пенсионной, благотворительной и попечительного совета о ночлежном приюте, отказался от должности ввиду «неуважительного отношения» к его судебной деятельности (1913), так же поступил и после избрания городским головой Харькова (1914), заместитель председателя Комитета государственного призрения, уполномоченный Российского союза обществ Красного Креста, коллежский советник (1917).
По некоторым источникам, в 1916 году участвовал в деятельности Общества имени Квитки-Основьяненко и даже распространял революционные прокламации, выдержанные в украинском духе. Но здесь Ивана Бич-Лубенского путают с его родным братом Константином, который действительно был стойким украинофилом, что часто вызывало жаркие семейные ссоры. Иногда Ивану также приписывают сказанные Константином слова, что Украина подобна библейскому Лазарю, и «восстанет из савана смердящего».
Жена Александра Александровна, дети: Лидия, Евгения, Клавдия, Раиса и Георгий.

## Возможный городской голова Харькова
На выборах харьковского городского головы в сентябре 1914 года Иван Бич-Лубенский выступил кандидатом от консервативных сил. Тогда Ивану Бич-Лубенскому противостоял Дмитрий Багалей, кадет и убеждённый украинофил. Первоначально в городской думе на стороне Ивана Бич-Лубенского было преимущество в несколько голосов, однако он отказался занять пост, не желая, по его словам «быть избранным лишь половиной городской думы», после чего Багалей выставил свою кандидатуру, однако был забаллотирован. Повторные выборы принесли победу Бич-Лубенскому, однако он не получил официального разрешения оставить прошлую должность, в итоге городским головой оказался именно Дмитрий Багалей. В конце 1919 года Иван Бич-Лубенский был избран гласным Харьковской городской думы.

## Религиозная деятельность
В 1917 году член Священного Собора Православной российской церкви в 1917 году как мирянин от Харьковской епархии, участвовал в 1-й сессии, после рождественского перерыва не смог вернуться в Москву, член Юридического совещания при Соборном Совете, заместитель председателя XVII, секретарь IV и член II отделов.
В 1918 году член Всеукраинского Православного Церковного Собора, образованных на его 2-й сессии следственной комиссии по делу об убийстве митр. Владимира (Богоявленского) и Высшей церковной рады, выступал против автокефалии Украинской Православной Церкви.
В качестве уполномоченного Российского общества Красного Креста он был направлен в Ялту для организации помощи раненым, больным и беженцам. Возродил Ялтинский филиал Красного Креста. Совместно с представителями Международного комитета Красного Креста активизировал работу по регистрации материально нуждающихся и передачи им помощи — продуктов питания и одежды, по открытию пунктов питания и общежитий, выявлению больных и их госпитализации

## Смерть
В Ялте был арестован ЧК осенью 1920 года по «делу 204». По постановлению чрезвычайной тройки Крымской ударной группы управления особых отделов ВЧК при РВС Южного и Юго-Западного фронтов расстрелян вместе с сотнями горожан.